# Fossa de les Sandwich del Sud

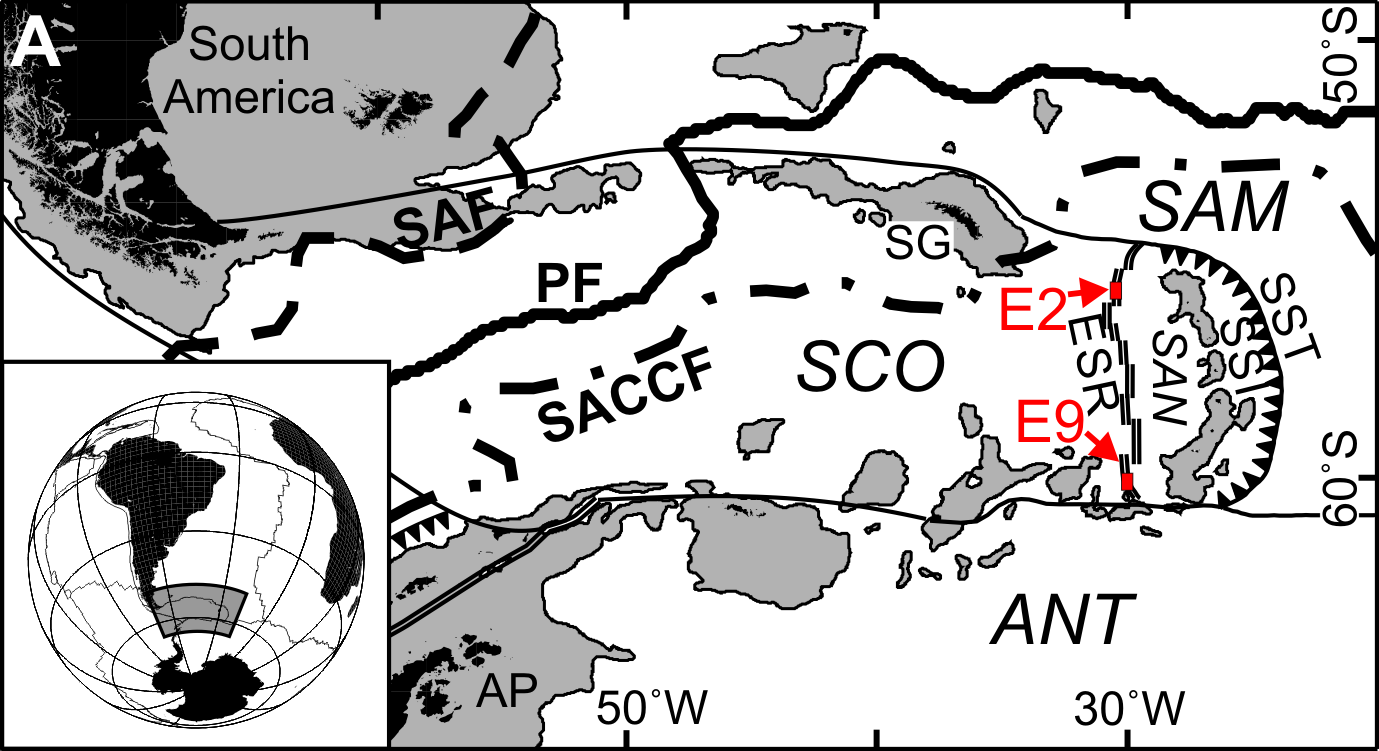
Mapa de la placa de les Illes Sandwich del Sud (SAN) entre la placa Scotia (SCO), la placa Sud-americana (SAM) i la placa Antàrtica (ANT).

La fossa de les Sandwich del Sud és una profunda fossa oceànica arcuada de l'oceà Atlàntic Sud que es troba a uns 100 km a l'est de les Illes Sandwich del Sud. Està produïda per la subducció de la placa Sud-americana sota la petita placa de les Sandwich del Sud. En aquest sentit, les Illes Sandwich del Sud constitueixen un arc insular.
Es tracta de la segona fossa oceànica més profunda de l'Atlàntic, després de la fossa de Puerto Rico. Fa 965 km de llargada i la seva fondària màxima és de 8.428 metres per sota del nivell del mar.